# Йенски университет
Йенският университет „Фридрих Шилер“ (на немски: Friedrich-Schiller-Universität Jena) е университет в град Йена, Германия.
Основан през 1558 година, той е сред десетте най-стари университети в страната, а в началото на XIX век с преподаватели като Фридрих Шилер, Йохан Готлиб Фихте, Георг Вилхелм Фридрих Хегел, Фридрих Вилхелм Йозеф Шелинг и Фридрих фон Шлегел е в центъра на движенията на германския идеализъм и германския романтизъм. Днес с близо 18 хиляди студенти той е най-голямото висше училище и единственият пълен университет в провинция Тюрингия.